# Đội tuyển bóng đá quốc gia Nam Phi
Đội tuyển bóng đá quốc gia Nam Phi (tiếng Afrikaans: Suid-Afrikaanse nasionale sokkerspan; tiếng Anh: South Africa national football team) là đội tuyển của Hiệp hội bóng đá Nam Phi và đại diện cho Nam Phi trên bình diện quốc tế.
Đội trở lại đấu trường quốc tế vào năm 1992, sau nhiều năm bị FIFA cấm thi đấu do chính sách phân biệt chủng tộc. Nam Phi cũng là quốc gia giành quyền đăng cai vòng chung kết World Cup lần thứ 19 vào năm 2010. Đây là Giải bóng đá vô địch thế giới đầu tiên được tổ chức tại châu Phi. Thành tích tốt nhất của đội cho đến nay là chức vô địch Cúp bóng đá châu Phi 1996, vị trí thứ tư của cúp Liên đoàn các châu lục 2009 cùng với tấm huy chương bạc của đại hội Thể thao toàn Phi 2011. Đội đã 3 lần tham dự giải vô địch bóng đá thế giới là vào các năm 1998, 2002 và 2010 (trong đó 2010 là chủ nhà), tuy nhiên đều không vượt qua được vòng bảng.

## Lịch sử
Bóng đá du nhập vào Nam Phi trong thời kỳ thuộc địa vào cuối thế kỷ 19 bởi các binh sĩ người Anh. Ngay từ đầu, nạn phân biệt chủng tộc đã tồn tại trong các tổ chức bóng đá Nam Phi. Liên đoàn bóng đá dành cho người da trắng (Football Association of South Africa - FASA), được thành lập vào năm 1892. Còn các Liên đoàn dành cho người gốc Ấn (South Africa Indian Football Association - SAIFA), dành cho người Bantu (South African Bantu Football Association - SABFA) và người da màu (South African Coloured Football Association - SACFA) được lần lượt thành lập vào các năm 1903, 1933 và 1936.
Nam Phi là một trong bốn thành viên của châu Phi tham dự kỳ đại hội của FIFA năm 1953, và giành được một ghế trong Ủy ban điều hành. Cũng chính 4 quốc gia này (Nam Phi, Ethiopia, Ai Cập và Sudan) là 4 sáng lập viên của Liên đoàn bóng đá châu Phi vào năm 1956,. Nhưng ngay từ đầu Nam Phi đã rõ ràng quan điểm họ không thể gửi 1 đội tuyển thống nhất mà chỉ có thể gửi một đội tuyển toàn người da trắng hoặc toàn người da màu tham dự Cúp bóng đá châu Phi năm 1957. Với các thành viên khác của Liên đoàn thì đây là điều không thể chấp nhận được và Nam Phi bị loại khỏi giải, tuy nhiên theo một số nguồn tin khác thì đội đã tự động rút lui.

### Thời kỳApartheid
Tại hội nghị của CAF lần thứ hai được tổ chức vào năm 1958, Nam Phi chính thức bị loại khỏi Liên đoàn. Cùng năm, Liên đoàn bóng đá Nam Phi dành cho người da trắng (FASA) gia nhập FIFA, nhưng đến tháng 8 năm 1960 họ nhận được một tối hậu thư trong vòng 1 năm phải cải tổ để phù hợp với tiêu chí không kỳ thị chủng tộc của FIFA. Vào ngày 26 tháng 9 năm 1961, tại hội nghị thường niên của Liên đoàn bóng đá thế giới, Nam Phi bị tước tư cách thành viên. Nhưng Sir Stanley Rous, chủ tịch Hiệp hội Bóng đá Anh, người vừa được bầu làm chủ tịch FIFA vài ngày trước đó, đã ra sức ủng hộ quốc gia này. Ngài Rous luôn vững lập trường rằng thể thao nói chung, và FIFA nói riêng, không nên xen vào những vấn đề chính trị. Lệnh cấm được gỡ bỏ vào tháng 1 năm 1963 sau chuyến thăm Nam Phi của ngài Rous nhằm tham quan đánh giá sự phát triển môn bóng đá tại quốc gia này.
Rous tuyên bố nếu cấm Nam Phi, bóng đá có nguy cơ ngừng phát triển và không được phủ rộng. Hội nghị thường niên của FIFA lần tiếp theo được tổ chức vào tháng 10 năm 1964 tại Tokyo, lần này có đông đảo hơn các thành viên của châu Á và châu Phi tham dự, lệnh cấm Nam Phi lại được đưa ra thảo luận và được thông qua. Đến năm 1976, sau cuộc nổi dậy ở Soweto, Nam Phi chính thức mất tư cách thành viên của FIFA.

### Tái hội nhập
Năm 1991, khi chế độ Apartheid dần bị xóa bỏ, Hiệp hội bóng đá Nam Phi đa chủng tộc được thành lập và gia nhập FIFA. Ngày 7 tháng 7 năm 1992, tuyển Nam Phi thi đấu lại trận đầu tiên sau hơn hai thập niên bi cấm, và đánh bại Cameroon với tỉ số 1–0. Nam Phi nhanh chóng chứng tỏ vị thế một đội bóng mạnh của châu lục, đội giành quyền tham dự 2 kỳ World Cup 1998 và 2002, cùng 1 chức vô địch châu lục năm 1996. Nam Phi cũng giành quyền đăng cai World Cup 2010, và trở thành quốc gia châu Phi đầu tiên có được vinh dự này.

## Hình ảnh đội tuyển

### Biệt danh
"Bafana Bafana" là biệt danh mà người hâm mộ đặt cho đội tuyển quốc gia. Nó là tiếng Zulu và dịch theo nghĩa đen là "những cậu bé, những cậu bé". Ý nghĩa thực tế của nó trong tiếng Zulu là, "Go boys! Go boys!", Mặc dù những người khác sử dụng kép "Bafana" để có nghĩa là "tất cả các chàng trai" --- đội và quản lý, cũng như khán giả; sự đoàn kết, như trong khái niệm của người châu Phi về ubuntu .
Vào tháng 7 năm 1992, tại sân vận động Kings Park ở Durban, người hâm mộ đã hét lên "Bafana bafana" [GO BOYS GO BOYS] khi Nam Phi sắp đánh bại Cameroon và sau trận đấu. Một nhóm ba nhà báo, từ tờ báo The Sowetan của Nam Phi , sau đó bắt đầu sử dụng tên trên báo in khi đề cập đến đội bóng. Tên này ban đầu chỉ được sử dụng một cách không chính thức, vì SAFA cảm thấy rằng nó không khả thi về mặt thương mại và việc dùng để chỉ một nhóm nam giới là con trai đã trở nên tồi tệ.
Standton Woodrush Ltd đã đăng ký tên thương hiệu vào năm 1993. Thương hiệu đã được cấp, nhưng chỉ dành cho quần áo. Năm 1994, nhà tài trợ kỹ thuật của đội vào thời điểm đó, Kappa, đã nộp đơn đăng ký các nhãn hiệu "Bafana" và "Bafana Bafana" ở hạng 25. Những nhãn hiệu này đã được cấp và sau đó được chuyển cho SAFA. Năm 1997, SAFA đã nộp đơn đăng ký nhãn hiệu "Bafana Bafana" cho tất cả hàng hóa và dịch vụ, ở mọi hạng mục.
SAFA sau đó đã nộp đơn yêu cầu Standton Woodrush Ltd bị xóa khỏi sổ đăng ký nhãn hiệu thương mại, với lý do SAFA là chủ sở hữu hợp pháp của tên này. Vụ kiện đã bị bác bỏ với lý do SAFA không phải là người quan tâm theo nghĩa của thuật ngữ này như được sử dụng trong Đạo luật nhãn hiệu thương mại số 94 năm 1993, trong đó quy định rằng chỉ một bên quan tâm mới có tư cách pháp lý để tìm kiếm sự giải quyết.
SAFA đã thực hiện một đơn đăng ký khác để giành quyền sở hữu nhãn hiệu, với đơn thứ hai sẽ được gửi đến Tòa án phúc thẩm. Tòa án một lần nữa nhận thấy SAFA không có đủ cơ sở cần thiết cho quyền sở hữu tên ở mọi tầng lớp. Tòa án cho rằng ý định sử dụng nhãn hiệu không tạo ra ưu tiên đăng ký và chủ sở hữu nhãn hiệu không cần phải là người tạo ra nhãn hiệu đó.
Năm 2011 SAFA đã trả 5 triệu R cho Standton Woodrush Ltd để có quyền đối với tên "Bafana Bafana", ở hạng 25 và tất cả các hạng khác.

### Nhà tài trợ
Khi đội trở lại thi đấu quốc tế vào năm 1992, bộ quần áo của họ được cung cấp bởi công ty thể thao Ý, Kappa. Đội đã mặc bộ quần áo Kappa cho đến và trong FIFA World Cup 1998.
Sau World Cup 1998, bộ quần áo thi đấu cho tất cả các đội tuyển bóng đá quốc gia Nam Phi được cung cấp bởi công ty may mặc thể thao Đức Adidas. Hợp đồng tài trợ được cho là trị giá 14 triệu Rupiah mỗi năm. Hợp đồng của họ với Hiệp hội bóng đá Nam Phi có thời hạn đến cuối năm 2010.
Vào ngày 7 tháng 6 năm 2011, SAFA đã công bố Puma là nhà tài trợ kỹ thuật mới và công bố bộ đồ thi đấu mới của Bafana Bafana.
Vào tháng 10 năm 2013, ABSA tuyên bố từ chức nhà tài trợ của SAFA và đội tuyển quốc gia Nam Phi khi kết thúc hợp đồng vào tháng 12 năm 2013. Điều này được tiếp nối một tuần sau đó bởi thông báo từ Puma, rằng họ cũng sẽ từ chức nhà tài trợ kỹ thuật của Bafana Bafana.
Từ tháng 3 năm 2014 đến tháng 6 năm 2020, nhà cung cấp bộ quần áo chính thức là hãng quần áo thể thao của Mỹ Nike từ trận giao hữu quốc tế với Brazil .
Kể từ tháng 6 năm 2020, nhà cung cấp bộ quần áo chính thức là công ty may mặc thể thao Le Coq Sportif của Pháp .
Nhóm nghiên cứu hiện có một nhà tài trợ chính, Castle Lager, một thương hiệu thuộc sở hữu của Nhà máy bia Nam Phi. Các nhà tài trợ và nhà cung cấp nhỏ hơn bao gồm Energade và Tsogo Sun Hotels.
| Nhà tài trợ    | Giai đoạn |
| -------------- | --------- |
| Kappa          | 1992–1998 |
| Adidas         | 1998–2010 |
| Puma           | 2011–2013 |
| Nike           | 2014–2020 |
| Le Coq Sportif | 2020–nay  |

## Danh hiệu
- Cúp bóng đá châu Phi: 1

Vô địch: 1996
Á quân: 1998
Hạng ba: 2000
- Vô địch Cúp COSAFA: 3

Vô địch: 2002; 2007; 2008
Hạng ba: 2000; 2005; 2013

## Thành tích quốc tế

### Giải bóng đá vô địch thế giới
| Năm       | Kết quả                            | St                                 | T                                  | H                                  | B                                  | Bt                                 | Bb                                 |               |
| --------- | ---------------------------------- | ---------------------------------- | ---------------------------------- | ---------------------------------- | ---------------------------------- | ---------------------------------- | ---------------------------------- | ------------- |
| 1930      | Không tham dự Là thuộc địa của Anh | Không tham dự Là thuộc địa của Anh | Không tham dự Là thuộc địa của Anh | Không tham dự Là thuộc địa của Anh | Không tham dự Là thuộc địa của Anh | Không tham dự Là thuộc địa của Anh | Không tham dự Là thuộc địa của Anh |               |
| 1934      | Không tham dự Là thuộc địa của Anh | Không tham dự Là thuộc địa của Anh | Không tham dự Là thuộc địa của Anh | Không tham dự Là thuộc địa của Anh | Không tham dự Là thuộc địa của Anh | Không tham dự Là thuộc địa của Anh | Không tham dự Là thuộc địa của Anh |               |
| 1938      | Không tham dự Là thuộc địa của Anh | Không tham dự Là thuộc địa của Anh | Không tham dự Là thuộc địa của Anh | Không tham dự Là thuộc địa của Anh | Không tham dự Là thuộc địa của Anh | Không tham dự Là thuộc địa của Anh | Không tham dự Là thuộc địa của Anh |               |
| 1950      | Không tham dự Là thuộc địa của Anh | Không tham dự Là thuộc địa của Anh | Không tham dự Là thuộc địa của Anh | Không tham dự Là thuộc địa của Anh | Không tham dự Là thuộc địa của Anh | Không tham dự Là thuộc địa của Anh | Không tham dự Là thuộc địa của Anh |               |
| 1954      | Không tham dự Là thuộc địa của Anh | Không tham dự Là thuộc địa của Anh | Không tham dự Là thuộc địa của Anh | Không tham dự Là thuộc địa của Anh | Không tham dự Là thuộc địa của Anh | Không tham dự Là thuộc địa của Anh | Không tham dự Là thuộc địa của Anh |               |
| 1958      | Không tham dự Là thuộc địa của Anh | Không tham dự Là thuộc địa của Anh | Không tham dự Là thuộc địa của Anh | Không tham dự Là thuộc địa của Anh | Không tham dự Là thuộc địa của Anh | Không tham dự Là thuộc địa của Anh | Không tham dự Là thuộc địa của Anh |               |
| 1962      | Không tham dự Là thuộc địa của Anh | Không tham dự Là thuộc địa của Anh | Không tham dự Là thuộc địa của Anh | Không tham dự Là thuộc địa của Anh | Không tham dự Là thuộc địa của Anh | Không tham dự Là thuộc địa của Anh | Không tham dự Là thuộc địa của Anh |               |
| 1966      | Bị FIFA cấm thi đấu                | Bị FIFA cấm thi đấu                | Bị FIFA cấm thi đấu                | Bị FIFA cấm thi đấu                | Bị FIFA cấm thi đấu                | Bị FIFA cấm thi đấu                | Bị FIFA cấm thi đấu                |               |
| 1970      | Bị FIFA cấm thi đấu                | Bị FIFA cấm thi đấu                | Bị FIFA cấm thi đấu                | Bị FIFA cấm thi đấu                | Bị FIFA cấm thi đấu                | Bị FIFA cấm thi đấu                | Bị FIFA cấm thi đấu                |               |
| 1974      | Bị FIFA cấm thi đấu                | Bị FIFA cấm thi đấu                | Bị FIFA cấm thi đấu                | Bị FIFA cấm thi đấu                | Bị FIFA cấm thi đấu                | Bị FIFA cấm thi đấu                | Bị FIFA cấm thi đấu                |               |
| 1978      | Bị FIFA cấm thi đấu                | Bị FIFA cấm thi đấu                | Bị FIFA cấm thi đấu                | Bị FIFA cấm thi đấu                | Bị FIFA cấm thi đấu                | Bị FIFA cấm thi đấu                | Bị FIFA cấm thi đấu                |               |
| 1982      | Bị FIFA cấm thi đấu                | Bị FIFA cấm thi đấu                | Bị FIFA cấm thi đấu                | Bị FIFA cấm thi đấu                | Bị FIFA cấm thi đấu                | Bị FIFA cấm thi đấu                | Bị FIFA cấm thi đấu                |               |
| 1986      | Bị FIFA cấm thi đấu                | Bị FIFA cấm thi đấu                | Bị FIFA cấm thi đấu                | Bị FIFA cấm thi đấu                | Bị FIFA cấm thi đấu                | Bị FIFA cấm thi đấu                | Bị FIFA cấm thi đấu                |               |
| 1990      | Bị FIFA cấm thi đấu                | Bị FIFA cấm thi đấu                | Bị FIFA cấm thi đấu                | Bị FIFA cấm thi đấu                | Bị FIFA cấm thi đấu                | Bị FIFA cấm thi đấu                | Bị FIFA cấm thi đấu                |               |
| 1994      | Không vượt qua vòng loại           | Không vượt qua vòng loại           | Không vượt qua vòng loại           | Không vượt qua vòng loại           | Không vượt qua vòng loại           | Không vượt qua vòng loại           | Không vượt qua vòng loại           |               |
| 1998      | Vòng 1                             | 3                                  | 0                                  | 2                                  | 1                                  | 3                                  | 6                                  |               |
| 2002      | Vòng 1                             | 3                                  | 1                                  | 1                                  | 1                                  | 5                                  | 5                                  |               |
| 2006      | Không vượt qua vòng loại           | Không vượt qua vòng loại           | Không vượt qua vòng loại           | Không vượt qua vòng loại           | Không vượt qua vòng loại           | Không vượt qua vòng loại           | Không vượt qua vòng loại           |               |
| 2010      | Vòng 1                             | 3                                  | 1                                  | 1                                  | 1                                  | 3                                  | 5                                  |               |
| 2014      | Không vượt qua vòng loại           | Không vượt qua vòng loại           | Không vượt qua vòng loại           | Không vượt qua vòng loại           | Không vượt qua vòng loại           | Không vượt qua vòng loại           | Không vượt qua vòng loại           |               |
| 2018      | Không vượt qua vòng loại           | Không vượt qua vòng loại           | Không vượt qua vòng loại           | Không vượt qua vòng loại           | Không vượt qua vòng loại           | Không vượt qua vòng loại           | Không vượt qua vòng loại           |               |
| 2022      | Không vượt qua vòng loại           | Không vượt qua vòng loại           | Không vượt qua vòng loại           | Không vượt qua vòng loại           | Không vượt qua vòng loại           | Không vượt qua vòng loại           | Không vượt qua vòng loại           |               |
| 2026      | Chưa xác định                      | Chưa xác định                      | Chưa xác định                      | Chưa xác định                      | Chưa xác định                      | Chưa xác định                      | Chưa xác định                      | Chưa xác định |
| 2030      | Chưa xác định                      | Chưa xác định                      | Chưa xác định                      | Chưa xác định                      | Chưa xác định                      | Chưa xác định                      | Chưa xác định                      | Chưa xác định |
| 2034      | Chưa xác định                      | Chưa xác định                      | Chưa xác định                      | Chưa xác định                      | Chưa xác định                      | Chưa xác định                      | Chưa xác định                      | Chưa xác định |
| Tổng cộng | 3/22                               | 9                                  | 2                                  | 4                                  | 3                                  | 11                                 | 16                                 |               |

### Cúp Liên đoàn các châu lục
| Năm       | Kết quả                   | St                        | T                         | H                         | B                         | Bt                        | Bb                        |
| --------- | ------------------------- | ------------------------- | ------------------------- | ------------------------- | ------------------------- | ------------------------- | ------------------------- |
| 1992      | Bị FIFA cấm               | Bị FIFA cấm               | Bị FIFA cấm               | Bị FIFA cấm               | Bị FIFA cấm               | Bị FIFA cấm               | Bị FIFA cấm               |
| 1995      | Không giành quyền tham dự | Không giành quyền tham dự | Không giành quyền tham dự | Không giành quyền tham dự | Không giành quyền tham dự | Không giành quyền tham dự | Không giành quyền tham dự |
| 1997      | Vòng 1                    | 3                         | 0                         | 1                         | 2                         | 5                         | 7                         |
| 1999      | Không giành quyền tham dự | Không giành quyền tham dự | Không giành quyền tham dự | Không giành quyền tham dự | Không giành quyền tham dự | Không giành quyền tham dự | Không giành quyền tham dự |
| 2001      | Không giành quyền tham dự | Không giành quyền tham dự | Không giành quyền tham dự | Không giành quyền tham dự | Không giành quyền tham dự | Không giành quyền tham dự | Không giành quyền tham dự |
| 2003      | Không giành quyền tham dự | Không giành quyền tham dự | Không giành quyền tham dự | Không giành quyền tham dự | Không giành quyền tham dự | Không giành quyền tham dự | Không giành quyền tham dự |
| 2005      | Không giành quyền tham dự | Không giành quyền tham dự | Không giành quyền tham dự | Không giành quyền tham dự | Không giành quyền tham dự | Không giành quyền tham dự | Không giành quyền tham dự |
| 2009      | Hạng 4                    | 5                         | 1                         | 1                         | 3                         | 4                         | 5                         |
| 2013      | Không giành quyền tham dự | Không giành quyền tham dự | Không giành quyền tham dự | Không giành quyền tham dự | Không giành quyền tham dự | Không giành quyền tham dự | Không giành quyền tham dự |
| 2017      | Không giành quyền tham dự | Không giành quyền tham dự | Không giành quyền tham dự | Không giành quyền tham dự | Không giành quyền tham dự | Không giành quyền tham dự | Không giành quyền tham dự |
| Tổng cộng | 2/10                      | 8                         | 1                         | 2                         | 5                         | 9                         | 12                        |

### Cúp bóng đá châu Phi
| 1957      | Không tham dự vì Apartheid | Không tham dự vì Apartheid | Không tham dự vì Apartheid | Không tham dự vì Apartheid | Không tham dự vì Apartheid | Không tham dự vì Apartheid | Không tham dự vì Apartheid |                    |                    |                    |                    |                    |                    |                    |                    |                    |                    |
| 1959      | Bị CAF cấm thi đấu         | Bị CAF cấm thi đấu         | Bị CAF cấm thi đấu         | Bị CAF cấm thi đấu         | Bị CAF cấm thi đấu         | Bị CAF cấm thi đấu         | Bị CAF cấm thi đấu         | Bị CAF cấm thi đấu | Bị CAF cấm thi đấu | Bị CAF cấm thi đấu | Bị CAF cấm thi đấu | Bị CAF cấm thi đấu | Bị CAF cấm thi đấu | Bị CAF cấm thi đấu | Bị CAF cấm thi đấu | Bị CAF cấm thi đấu | Bị CAF cấm thi đấu |
| 1962      | Bị CAF cấm thi đấu         | Bị CAF cấm thi đấu         | Bị CAF cấm thi đấu         | Bị CAF cấm thi đấu         | Bị CAF cấm thi đấu         | Bị CAF cấm thi đấu         | Bị CAF cấm thi đấu         | Bị CAF cấm thi đấu | Bị CAF cấm thi đấu | Bị CAF cấm thi đấu | Bị CAF cấm thi đấu | Bị CAF cấm thi đấu | Bị CAF cấm thi đấu | Bị CAF cấm thi đấu | Bị CAF cấm thi đấu | Bị CAF cấm thi đấu | Bị CAF cấm thi đấu |
| 1963      | Bị CAF cấm thi đấu         | Bị CAF cấm thi đấu         | Bị CAF cấm thi đấu         | Bị CAF cấm thi đấu         | Bị CAF cấm thi đấu         | Bị CAF cấm thi đấu         | Bị CAF cấm thi đấu         | Bị CAF cấm thi đấu | Bị CAF cấm thi đấu | Bị CAF cấm thi đấu | Bị CAF cấm thi đấu | Bị CAF cấm thi đấu | Bị CAF cấm thi đấu | Bị CAF cấm thi đấu | Bị CAF cấm thi đấu | Bị CAF cấm thi đấu | Bị CAF cấm thi đấu |
| 1965      | Bị CAF cấm thi đấu         | Bị CAF cấm thi đấu         | Bị CAF cấm thi đấu         | Bị CAF cấm thi đấu         | Bị CAF cấm thi đấu         | Bị CAF cấm thi đấu         | Bị CAF cấm thi đấu         | Bị CAF cấm thi đấu | Bị CAF cấm thi đấu | Bị CAF cấm thi đấu | Bị CAF cấm thi đấu | Bị CAF cấm thi đấu | Bị CAF cấm thi đấu | Bị CAF cấm thi đấu | Bị CAF cấm thi đấu | Bị CAF cấm thi đấu | Bị CAF cấm thi đấu |
| 1968      | Bị CAF cấm thi đấu         | Bị CAF cấm thi đấu         | Bị CAF cấm thi đấu         | Bị CAF cấm thi đấu         | Bị CAF cấm thi đấu         | Bị CAF cấm thi đấu         | Bị CAF cấm thi đấu         | Bị CAF cấm thi đấu | Bị CAF cấm thi đấu | Bị CAF cấm thi đấu | Bị CAF cấm thi đấu | Bị CAF cấm thi đấu | Bị CAF cấm thi đấu | Bị CAF cấm thi đấu | Bị CAF cấm thi đấu | Bị CAF cấm thi đấu | Bị CAF cấm thi đấu |
| 1970      | Bị CAF cấm thi đấu         | Bị CAF cấm thi đấu         | Bị CAF cấm thi đấu         | Bị CAF cấm thi đấu         | Bị CAF cấm thi đấu         | Bị CAF cấm thi đấu         | Bị CAF cấm thi đấu         | Bị CAF cấm thi đấu | Bị CAF cấm thi đấu | Bị CAF cấm thi đấu | Bị CAF cấm thi đấu | Bị CAF cấm thi đấu | Bị CAF cấm thi đấu | Bị CAF cấm thi đấu | Bị CAF cấm thi đấu | Bị CAF cấm thi đấu | Bị CAF cấm thi đấu |
| 1972      | Bị CAF cấm thi đấu         | Bị CAF cấm thi đấu         | Bị CAF cấm thi đấu         | Bị CAF cấm thi đấu         | Bị CAF cấm thi đấu         | Bị CAF cấm thi đấu         | Bị CAF cấm thi đấu         | Bị CAF cấm thi đấu | Bị CAF cấm thi đấu | Bị CAF cấm thi đấu | Bị CAF cấm thi đấu | Bị CAF cấm thi đấu | Bị CAF cấm thi đấu | Bị CAF cấm thi đấu | Bị CAF cấm thi đấu | Bị CAF cấm thi đấu | Bị CAF cấm thi đấu |
| 1974      | Bị CAF cấm thi đấu         | Bị CAF cấm thi đấu         | Bị CAF cấm thi đấu         | Bị CAF cấm thi đấu         | Bị CAF cấm thi đấu         | Bị CAF cấm thi đấu         | Bị CAF cấm thi đấu         | Bị CAF cấm thi đấu | Bị CAF cấm thi đấu | Bị CAF cấm thi đấu | Bị CAF cấm thi đấu | Bị CAF cấm thi đấu | Bị CAF cấm thi đấu | Bị CAF cấm thi đấu | Bị CAF cấm thi đấu | Bị CAF cấm thi đấu | Bị CAF cấm thi đấu |
| 1976      | Bị CAF cấm thi đấu         | Bị CAF cấm thi đấu         | Bị CAF cấm thi đấu         | Bị CAF cấm thi đấu         | Bị CAF cấm thi đấu         | Bị CAF cấm thi đấu         | Bị CAF cấm thi đấu         | Bị CAF cấm thi đấu | Bị CAF cấm thi đấu | Bị CAF cấm thi đấu | Bị CAF cấm thi đấu | Bị CAF cấm thi đấu | Bị CAF cấm thi đấu | Bị CAF cấm thi đấu | Bị CAF cấm thi đấu | Bị CAF cấm thi đấu | Bị CAF cấm thi đấu |
| 1978      | Bị CAF cấm thi đấu         | Bị CAF cấm thi đấu         | Bị CAF cấm thi đấu         | Bị CAF cấm thi đấu         | Bị CAF cấm thi đấu         | Bị CAF cấm thi đấu         | Bị CAF cấm thi đấu         | Bị CAF cấm thi đấu | Bị CAF cấm thi đấu | Bị CAF cấm thi đấu | Bị CAF cấm thi đấu | Bị CAF cấm thi đấu | Bị CAF cấm thi đấu | Bị CAF cấm thi đấu | Bị CAF cấm thi đấu | Bị CAF cấm thi đấu | Bị CAF cấm thi đấu |
| 1980      | Bị CAF cấm thi đấu         | Bị CAF cấm thi đấu         | Bị CAF cấm thi đấu         | Bị CAF cấm thi đấu         | Bị CAF cấm thi đấu         | Bị CAF cấm thi đấu         | Bị CAF cấm thi đấu         | Bị CAF cấm thi đấu | Bị CAF cấm thi đấu | Bị CAF cấm thi đấu | Bị CAF cấm thi đấu | Bị CAF cấm thi đấu | Bị CAF cấm thi đấu | Bị CAF cấm thi đấu | Bị CAF cấm thi đấu | Bị CAF cấm thi đấu | Bị CAF cấm thi đấu |
| 1982      | Bị CAF cấm thi đấu         | Bị CAF cấm thi đấu         | Bị CAF cấm thi đấu         | Bị CAF cấm thi đấu         | Bị CAF cấm thi đấu         | Bị CAF cấm thi đấu         | Bị CAF cấm thi đấu         | Bị CAF cấm thi đấu | Bị CAF cấm thi đấu | Bị CAF cấm thi đấu | Bị CAF cấm thi đấu | Bị CAF cấm thi đấu | Bị CAF cấm thi đấu | Bị CAF cấm thi đấu | Bị CAF cấm thi đấu | Bị CAF cấm thi đấu | Bị CAF cấm thi đấu |
| 1984      | Bị CAF cấm thi đấu         | Bị CAF cấm thi đấu         | Bị CAF cấm thi đấu         | Bị CAF cấm thi đấu         | Bị CAF cấm thi đấu         | Bị CAF cấm thi đấu         | Bị CAF cấm thi đấu         | Bị CAF cấm thi đấu | Bị CAF cấm thi đấu | Bị CAF cấm thi đấu | Bị CAF cấm thi đấu | Bị CAF cấm thi đấu | Bị CAF cấm thi đấu | Bị CAF cấm thi đấu | Bị CAF cấm thi đấu | Bị CAF cấm thi đấu | Bị CAF cấm thi đấu |
| 1986      | Bị CAF cấm thi đấu         | Bị CAF cấm thi đấu         | Bị CAF cấm thi đấu         | Bị CAF cấm thi đấu         | Bị CAF cấm thi đấu         | Bị CAF cấm thi đấu         | Bị CAF cấm thi đấu         | Bị CAF cấm thi đấu | Bị CAF cấm thi đấu | Bị CAF cấm thi đấu | Bị CAF cấm thi đấu | Bị CAF cấm thi đấu | Bị CAF cấm thi đấu | Bị CAF cấm thi đấu | Bị CAF cấm thi đấu | Bị CAF cấm thi đấu | Bị CAF cấm thi đấu |
| 1988      | Bị CAF cấm thi đấu         | Bị CAF cấm thi đấu         | Bị CAF cấm thi đấu         | Bị CAF cấm thi đấu         | Bị CAF cấm thi đấu         | Bị CAF cấm thi đấu         | Bị CAF cấm thi đấu         | Bị CAF cấm thi đấu | Bị CAF cấm thi đấu | Bị CAF cấm thi đấu | Bị CAF cấm thi đấu | Bị CAF cấm thi đấu | Bị CAF cấm thi đấu | Bị CAF cấm thi đấu | Bị CAF cấm thi đấu | Bị CAF cấm thi đấu | Bị CAF cấm thi đấu |
| 1990      | Bị CAF cấm thi đấu         | Bị CAF cấm thi đấu         | Bị CAF cấm thi đấu         | Bị CAF cấm thi đấu         | Bị CAF cấm thi đấu         | Bị CAF cấm thi đấu         | Bị CAF cấm thi đấu         | Bị CAF cấm thi đấu | Bị CAF cấm thi đấu | Bị CAF cấm thi đấu | Bị CAF cấm thi đấu | Bị CAF cấm thi đấu | Bị CAF cấm thi đấu | Bị CAF cấm thi đấu | Bị CAF cấm thi đấu | Bị CAF cấm thi đấu | Bị CAF cấm thi đấu |
| 1992      | Bị CAF cấm thi đấu         | Bị CAF cấm thi đấu         | Bị CAF cấm thi đấu         | Bị CAF cấm thi đấu         | Bị CAF cấm thi đấu         | Bị CAF cấm thi đấu         | Bị CAF cấm thi đấu         | Bị CAF cấm thi đấu | Bị CAF cấm thi đấu | Bị CAF cấm thi đấu | Bị CAF cấm thi đấu | Bị CAF cấm thi đấu | Bị CAF cấm thi đấu | Bị CAF cấm thi đấu | Bị CAF cấm thi đấu | Bị CAF cấm thi đấu | Bị CAF cấm thi đấu |
| 1994      | Không vượt qua vòng loại   | Không vượt qua vòng loại   | Không vượt qua vòng loại   | Không vượt qua vòng loại   | Không vượt qua vòng loại   | Không vượt qua vòng loại   | Không vượt qua vòng loại   |                    |                    |                    |                    |                    |                    |                    |                    |                    |                    |
| 1996      | Vô địch                    | 6                          | 5                          | 0                          | 1                          | 11                         | 2                          |                    |                    |                    |                    |                    |                    |                    |                    |                    |                    |
| 1998      | Á quân                     | 6                          | 3                          | 2                          | 1                          | 9                          | 6                          |                    |                    |                    |                    |                    |                    |                    |                    |                    |                    |
| 2000      | Hạng ba                    | 6                          | 3                          | 2                          | 1                          | 8                          | 6                          |                    |                    |                    |                    |                    |                    |                    |                    |                    |                    |
| 2002      | Tứ kết                     | 4                          | 1                          | 2                          | 1                          | 3                          | 3                          |                    |                    |                    |                    |                    |                    |                    |                    |                    |                    |
| 2004      | Vòng 1                     | 3                          | 1                          | 1                          | 1                          | 3                          | 5                          |                    |                    |                    |                    |                    |                    |                    |                    |                    |                    |
| 2006      | Vòng 1                     | 3                          | 0                          | 0                          | 3                          | 0                          | 5                          |                    |                    |                    |                    |                    |                    |                    |                    |                    |                    |
| 2008      | Vòng 1                     | 3                          | 0                          | 2                          | 1                          | 3                          | 5                          |                    |                    |                    |                    |                    |                    |                    |                    |                    |                    |
| 2010      | Không vượt qua vòng loại   | Không vượt qua vòng loại   | Không vượt qua vòng loại   | Không vượt qua vòng loại   | Không vượt qua vòng loại   | Không vượt qua vòng loại   | Không vượt qua vòng loại   |                    |                    |                    |                    |                    |                    |                    |                    |                    |                    |
| 2012      | Không vượt qua vòng loại   | Không vượt qua vòng loại   | Không vượt qua vòng loại   | Không vượt qua vòng loại   | Không vượt qua vòng loại   | Không vượt qua vòng loại   | Không vượt qua vòng loại   |                    |                    |                    |                    |                    |                    |                    |                    |                    |                    |
| 2013      | Tứ kết                     | 4                          | 1                          | 2                          | 1                          | 5                          | 3                          |                    |                    |                    |                    |                    |                    |                    |                    |                    |                    |
| 2015      | Vòng 1                     | 3                          | 0                          | 1                          | 2                          | 3                          | 6                          |                    |                    |                    |                    |                    |                    |                    |                    |                    |                    |
| 2017      | Không vượt qua vòng loại   | Không vượt qua vòng loại   | Không vượt qua vòng loại   | Không vượt qua vòng loại   | Không vượt qua vòng loại   | Không vượt qua vòng loại   | Không vượt qua vòng loại   |                    |                    |                    |                    |                    |                    |                    |                    |                    |                    |
| 2019      | Tứ kết                     | 5                          | 2                          | 0                          | 3                          | 3                          | 4                          |                    |                    |                    |                    |                    |                    |                    |                    |                    |                    |
| 2021      | Không vượt qua vòng loại   | Không vượt qua vòng loại   | Không vượt qua vòng loại   | Không vượt qua vòng loại   | Không vượt qua vòng loại   | Không vượt qua vòng loại   | Không vượt qua vòng loại   |                    |                    |                    |                    |                    |                    |                    |                    |                    |                    |
| 2023      | Hạng ba                    | 7                          | 2                          | 4                          | 1                          | 7                          | 3                          |                    |                    |                    |                    |                    |                    |                    |                    |                    |                    |
| 2025      | Chưa xác định              | Chưa xác định              | Chưa xác định              | Chưa xác định              | Chưa xác định              | Chưa xác định              | Chưa xác định              | Chưa xác định      |                    |                    |                    |                    |                    |                    |                    |                    |                    |
| 2027      | Chưa xác định              | Chưa xác định              | Chưa xác định              | Chưa xác định              | Chưa xác định              | Chưa xác định              | Chưa xác định              | Chưa xác định      |                    |                    |                    |                    |                    |                    |                    |                    |                    |
| Tổng cộng | 11/34 1 lần: Vô địch       | 50                         | 18                         | 16                         | 16                         | 55                         | 48                         |                    |                    |                    |                    |                    |                    |                    |                    |                    |                    |

## Huấn luyện viên
| Các huấn luyện viên trưởng của đội tuyển Nam Phi \| - 1992-1992: Stanley Tshabalala - 1992-1992: Ephraim Mashaba - 1992-1994: Augusto Palacios - 1994-1997: Clive Barker - 1998-1998: Jomo Sono - 1998-1998: Philippe Troussier - 1998-2000: Trott Moloto - 2000-2002: Carlos Queiroz - 2002-2002: Jomo Sono - 2002-2003: Ephraim Mashaba - 2004-2004: April Phumo - 2004-2005: Stuart Baxter \| - 2005-2006: Ted Dumitru - 2006-2007: Pitso Mosimane - 2007-2008: Carlos Alberto Parreira - 2008-2009: Joel Santana - 2009-2010: Carlos Alberto Parreira - 2010–2012: Pitso Mosimane - 2012: Steve Komphela - 2012–2014: Gordon Igesund - 2014–2016: Ephraim Mashaba - 2017–2019 Stuart Baxter - 2019–2021 Molefi Ntseki - 2021: Helman Mkhalele - 2021–nay: Hugo Broos \| | |
| - 1992-1992: Stanley Tshabalala - 1992-1992: Ephraim Mashaba - 1992-1994: Augusto Palacios - 1994-1997: Clive Barker - 1998-1998: Jomo Sono - 1998-1998: Philippe Troussier - 1998-2000: Trott Moloto - 2000-2002: Carlos Queiroz - 2002-2002: Jomo Sono - 2002-2003: Ephraim Mashaba - 2004-2004: April Phumo - 2004-2005: Stuart Baxter | - 2005-2006: Ted Dumitru - 2006-2007: Pitso Mosimane - 2007-2008: Carlos Alberto Parreira - 2008-2009: Joel Santana - 2009-2010: Carlos Alberto Parreira - 2010–2012: Pitso Mosimane - 2012: Steve Komphela - 2012–2014: Gordon Igesund - 2014–2016: Ephraim Mashaba - 2017–2019 Stuart Baxter - 2019–2021 Molefi Ntseki - 2021: Helman Mkhalele - 2021–nay: Hugo Broos |

## Cầu thủ

### Kỷ lục về bàn thắng và số lần khoác áo
Tính đến 21 tháng 11 năm 2018
| #  | Tên cầu thủ        | Thời gian thi đấu | Số trận | Bàn thắng |
| -- | ------------------ | ----------------- | ------- | --------- |
| 1  | Aaron Mokoena      | 1999–2010         | 107     | 1         |
| 2  | Siphiwe Tshabalala | 2006–2014         | 91      | 12        |
| 2  | Itumeleng Khune    | 2008–             | 91      | 0         |
| 4  | Siyabonga Nomvethe | 1999–2012         | 82      | 16        |
| 5  | Benni McCarthy     | 1997–2012         | 80      | 32        |
| 6  | Shaun Bartlett     | 1995–2005         | 74      | 29        |
| 7  | John Moshoeu       | 1992–2004         | 73      | 8         |
| 7  | Delron Buckley     | 1999–2008         | 73      | 10        |
| 7  | Bernard Parker     | 2007–2015         | 73      | 23        |
| 10 | Lucas Radebe       | 1992–2003         | 70      | 2         |

| #  | Tên cầu thủ        | Thời gian thi đấu | Bàn thắng | Số trận |
| -- | ------------------ | ----------------- | --------- | ------- |
| 1  | Benni McCarthy     | 1997–2012         | 32        | 80      |
| 2  | Shaun Bartlett     | 1995–2005         | 29        | 74      |
| 3  | Katlego Mphela     | 2005–2013         | 23        | 51      |
| 3  | Bernard Parker     | 2007–2015         | 23        | 73      |
| 5  | Phil Masinga       | 1992–2001         | 19        | 58      |
| 6  | Siyabonga Nomvethe | 1999–2012         | 16        | 82      |
| 7  | Sibusiso Zuma      | 1998–2008         | 13        | 67      |
| 7  | Tokelo Rantie      | 2012–             | 13        | 41      |
| 8  | Siphiwe Tshabalala | 2006–2014         | 12        | 91      |
| 10 | Teko Modise        | 2007–2012         | 10        | 66      |
| 10 | Delron Buckley     | 1998–2008         | 10        | 73      |

## Đội hình hiện tại
Đây là đội hình 23 cầu thủ được triệu tập cho CAN 2023.
Số liệu thống kê tính đến ngày 10 tháng 1 năm 2024 sau trận gặp Lesotho.
| Số | VT | Cầu thủ           | Ngày sinh (tuổi)  | Trận | Bàn | Câu lạc bộ        |
| -- | -- | ----------------- | ----------------- | ---- | --- | ----------------- |
|    | TM | Ronwen Williams   | 21 tháng 1, 1992  | 37   | 0   | Mamelodi Sundowns |
|    | TM | Veli Mothwa       | 12 tháng 2, 1991  | 9    | 0   | AmaZulu           |
|    | TM | Ricardo Goss      | 2 tháng 4, 1994   | 2    | 0   | SuperSport United |
|    |    |                   |                   |      |     |                   |
|    | HV | Siyanda Xulu      | 30 tháng 12, 1991 | 27   | 1   | Turan Tovuz       |
|    | HV | Nyiko Mobbie      | 11 tháng 9, 1994  | 22   | 0   | Sekhukhune United |
|    | HV | Aubrey Modiba     | 22 tháng 7, 1995  | 22   | 3   | Mamelodi Sundowns |
|    | HV | Mothobi Mvala     | 14 tháng 6, 1994  | 18   | 1   | Mamelodi Sundowns |
|    | HV | Grant Kekana      | 31 tháng 10, 1992 | 8    | 0   | Mamelodi Sundowns |
|    | HV | Nkosinathi Sibisi | 22 tháng 9, 1995  | 8    | 0   | Orlando Pirates   |
|    | HV | Khuliso Mudau     | 26 tháng 4, 1995  | 7    | 1   | Mamelodi Sundowns |
|    | HV | Terrence Mashego  | 28 tháng 6, 1996  | 5    | 0   | Mamelodi Sundowns |
|    |    |                   |                   |      |     |                   |
|    | TV | Teboho Mokoena    | 24 tháng 1, 1997  | 28   | 4   | Mamelodi Sundowns |
|    | TV | Thapelo Morena    | 6 tháng 8, 1993   | 17   | 0   | Mamelodi Sundowns |
|    | TV | Sphephelo Sithole | 3 tháng 3, 1999   | 9    | 0   | Tondela           |
|    | TV | Thabang Monare    | 16 tháng 9, 1989  | 4    | 0   | Orlando Pirates   |
|    | TV | Jayden Adams      | 5 tháng 5, 2001   | 3    | 0   | Stellenbosch      |
|    | TV | Thapelo Maseko    | 11 tháng 11, 2003 | 0    | 0   | SuperSport United |
|    |    |                   |                   |      |     |                   |
|    | TĐ | Percy Tau         | 13 tháng 5, 1994  | 42   | 15  | Al Ahly           |
|    | TĐ | Themba Zwane      | 3 tháng 8, 1989   | 37   | 7   | AmaZulu           |
|    | TĐ | Zakhele Lepasa    | 3 tháng 1, 1997   | 11   | 3   | Orlando Pirates   |
|    | TĐ | Evidence Makgopa  | 5 tháng 6, 2000   | 10   | 3   | Orlando Pirates   |
|    | TĐ | Mihlali Mayambela | 25 tháng 8, 1996  | 10   | 2   | Aris Limassol     |
|    | TĐ | Oswin Appollis    | 25 tháng 8, 2001  | 1    | 0   | Polokwane City    |

### Triệu tập gần đây
| Vt | Cầu thủ              | Ngày sinh (tuổi)  | Số trận | Bt | Câu lạc bộ        | Lần cuối triệu tập              |
| -- | -------------------- | ----------------- | ------- | -- | ----------------- | ------------------------------- |
| TM | Bruce Bvuma          | 15 tháng 5, 1995  | 3       | 0  | Kaizer Chiefs     | 2023 Africa Cup of Nations PRE  |
| TM | Melusi Buthelezi     | 7 tháng 3, 1998   | 1       | 0  | Orlando Pirates   | 2023 Africa Cup of Nations PRE  |
| TM | Sipho Chaine         | 14 tháng 12, 1996 | 0       | 0  | Orlando Pirates   | v. Eswatini, 13 October 2023PRE |
| TM | Jethren Barr         | 13 tháng 9, 1995  | 3       | 0  | Drogheda United   | 2023 COSAFA Cup, 16 July 2023   |
| TM | Olwethu Mzimela      | 18 tháng 4, 2001  | 3       | 0  | AmaZulu           | 2023 COSAFA Cup, 16 July 2023   |
| TM | Khanya Mini          | 28 tháng 11, 1998 | 0       | 0  | Pretoria Callies  | 2023 COSAFA Cup, 16 July 2023   |
|    |                      |                   |         |    |                   |                                 |
| HV | Siyabonga Ngezana    | 15 tháng 7, 1997  | 2       | 0  | FCSB              | 2023 Africa Cup of Nations PRE  |
| HV | Ime Okon             | 20 tháng 2, 2005  | 0       | 0  | Kaizer Chiefs     | 2023 Africa Cup of Nations PRE  |
| HV | Tapelo Xoki          | 10 tháng 4, 1995  | 0       | 0  | Orlando Pirates   | 2023 Africa Cup of Nations PRE  |
| HV | Given Msimango       | 4 tháng 5, 1997   | 0       | 0  | Kaizer Chiefs     | 2023 Africa Cup of Nations PRE  |
| HV | James Monyane        | 30 tháng 4, 2000  | 1       | 0  | Orlando Pirates   | 2023 Africa Cup of Nations PRE  |
| HV | Miguel Timm          | 18 tháng 1, 1992  | 0       | 0  | Orlando Pirates   | 2023 Africa Cup of Nations PRE  |
| HV | Bradley Cross        | 30 tháng 1, 2001  | 0       | 0  | Golden Arrows     | 2023 Africa Cup of Nations PRE  |
| HV | Themba Mantshiyane   | 27 tháng 9, 1996  | 0       | 0  | Golden Arrows     | 2023 Africa Cup of Nations PRE  |
| HV | Innocent Maela       | 14 tháng 8, 1992  | 17      | 0  | Orlando Pirates   | v. Eswatini, 13 October 2023PRE |
| HV | Lyle Lakay           | 17 tháng 8, 1991  | 11      | 1  | Mamelodi Sundowns | 2023 COSAFA Cup                 |
| HV | Katlego Mohamme      | 10 tháng 3, 1998  | 10      | 0  | Mamelodi Sundowns | 2023 COSAFA Cup                 |
| HV | Keegan Allan         | 7 tháng 8, 2000   | 3       | 0  | Moroka Swallows   | 2023 COSAFA Cup                 |
| HV | Bonginkosi Makume    | 7 tháng 11, 1995  | 1       | 0  | Maritzburg United | 2023 COSAFA Cup                 |
|    |                      |                   |         |    |                   |                                 |
| TV | Ethan Brooks         | 1 tháng 3, 2001   | 13      | 0  | AmaZulu           | 2023 Africa Cup of Nations PRE  |
| TV | Sibongiseni Mthethwa | 20 tháng 9, 1994  | 9       | 0  | Kaizer Chiefs     | 2023 Africa Cup of Nations PRE  |
| TV | Njabulo Blom         | 11 tháng 12, 1999 | 2       | 0  | St Louis City SC  | 2023 Africa Cup of Nations PRE  |
| TV | Grant Margeman       | 3 tháng 6, 1998   | 3       | 1  | SuperSport United | 2023 Africa Cup of Nations PRE  |
| TV | Bathusi Aubaas       | 11 tháng 7, 1998  | 3       | 0  | Mamelodi Sundowns | 2023 Africa Cup of Nations PRE  |
| TV | Mlungisi Mbunjana    | 26 tháng 8, 1990  | 4       | 0  | TS Galaxy         | 2023 Africa Cup of Nations PRE  |
| TV | Goodman Mosele       | 18 tháng 11, 1999 | 0       | 0  | Orlando Pirates   | 2023 Africa Cup of Nations PRE  |
| TV | Fawaaz Basadien      | 23 tháng 12, 1996 | 0       | 0  | Stellenbosch      | 2023 Africa Cup of Nations PRE  |
| TV | Elias Mokwana        | 8 tháng 9, 1999   | 0       | 0  | Sekhukhune United | 2023 Africa Cup of Nations PRE  |
| TV | Tshepang Moremi      | 2 tháng 10, 2000  | 0       | 0  | AmaZulu           | 2023 Africa Cup of Nations PRE  |
| TV | Mduduzi Mdantsane    | 13 tháng 12, 1994 | 2       | 0  | Kaizer Chiefs     | v. Bờ Biển Ngà, 17 October 2023 |
| TV | Luke Le Roux         | 10 tháng 3, 2000  | 5       | 0  | FC Volendam       | v. Eswatini, 13 October 2023PRE |
| TV | Rowan Human          | 21 tháng 1, 2001  | 8       | 1  | Maritzburg United | 2023 COSAFA Cup                 |
| TV | Thabo Cele           | 15 tháng 1, 1997  | 5       | 0  | Fakel Voronezh    | 2023 COSAFA Cup                 |
| TV | Shaune Mogaila       | 17 tháng 6, 1995  | 5       | 1  | Royal AM          | 2023 COSAFA Cup                 |
| TV | Lesedi Kapinga       | 25 tháng 5, 1995  | 4       | 0  | Orlando Pirates   | 2023 COSAFA Cup                 |
| TV | Shadrack Kobedi      | 20 tháng 11, 1995 | 4       | 0  | Royal AM          | 2023 COSAFA Cup                 |
| TV | Lesego Sebetlela     | 1 tháng 6, 1999   | 4       | 0  | MM Platinum       | 2023 COSAFA Cup                 |
| TV | Mogamat May          | 11 tháng 6, 1998  | 2       | 0  | Cape Town City    | 2023 COSAFA Cup                 |
| TV | Luvuyo Phewa         | 8 tháng 11, 1999  | 0       | 0  | Cape Town Spurs   | 2023 COSAFA Cup                 |
|    |                      |                   |         |    |                   |                                 |
| TĐ | Lebo Mothiba         | 28 tháng 1, 1996  | 18      | 4  | Strasbourg        | 2023 Africa Cup of Nations PRE  |
| TĐ | Bongokuhle Hlongwane | 20 tháng 6, 2000  | 19      | 4  | Minnesota United  | 2023 Africa Cup of Nations PRE  |
| TĐ | Lyle Foster          | 9 tháng 5, 2000   | 14      | 4  | Burnley           | 2023 Africa Cup of Nations PRE  |
| TĐ | Khanyisa Mayo        | 27 tháng 8, 1998  | 5       | 0  | Cape Town City    | 2023 Africa Cup of Nations PRE  |
| TĐ | Monnapule Saleng     | 13 tháng 3, 1998  | 12      | 0  | Orlando Pirates   | 2023 Africa Cup of Nations PRE  |
| TĐ | Iqraam Rayners       | 19 tháng 12, 1995 | 5       | 1  | Stellenbosch      | 2023 Africa Cup of Nations PRE  |
| TĐ | Patrick Maswanganyi  | 4 tháng 4, 1998   | 0       | 0  | Orlando Pirates   | 2023 Africa Cup of Nations PRE  |
| TĐ | Kobamelo Kodisang    | 28 tháng 8, 1999  | 1       | 0  | Moreirens         | v. Eswatini, 13 October 2023PRE |
| TĐ | Pule Mmodi           | 23 tháng 2, 1993  | 3       | 0  | Kaizer Chiefs     | v. Eswatini, 13 October 2023PRE |
| TĐ | Victor Letsoalo      | 1 tháng 4, 1993   | 15      | 4  | Sekhukhune United | 2023 COSAFA Cup                 |
| TĐ | Tshegofatso Mabasa   | 1 tháng 10, 1996  | 7       | 3  | Moroka Swallows   | 2023 COSAFA Cup                 |
| TĐ | Tebogo Tlolane       | 21 tháng 12, 1994 | 4       | 0  | Golden Arrows     | 2023 COSAFA Cup                 |
| TĐ | Genino Palace        | 19 tháng 12, 1998 | 2       | 0  | Stellenbosch      | 2023 COSAFA Cup                 |
| TĐ | Puse Dithjane        | 29 tháng 1, 2000  | 1       | 0  | Unattached        | 2023 COSAFA Cup                 |
| TĐ | Siyabonga Gumede     | 9 tháng 7, 2000   | 1       | 0  | Kaizer Chiefs     | 2023 COSAFA Cup                 |
| TĐ | Cassius Mailula      | 12 tháng 6, 2001  | 2       | 0  | Toronto FC        | v. Maroc, 17 June 2023          |

Chú thích
INJ Cầu thủ rút lui vì chấn thương.

PRS Player withdrew from the squad for personal reasons.

RPL Player was called up as a replacement.

WDR Player withdrawn from the squad by his club.